# Dromia erythropus
Dromia erythropus är en kräftdjursart som först beskrevs av George Edwards 1771.  Dromia erythropus ingår i släktet Dromia och familjen Dromiidae. Inga underarter finns listade i Catalogue of Life.